# Angico
Angico este un oraș în Tocantins (TO), Brazilia.